# Bane (band)
Bane is een Amerikaanse hardcoreband uit Worcester, Massachusetts. De band werd opgericht in 1995.

## Bezetting
- Aaron Bedard - Zang
- Aaron Dalbec - Gitaar
- Zach Jordan - Gitaar
- Pete Chilton - Basgitaar
- Bob Mahoney - Drums

### Voormalige bandleden
- Nick Brannigan - Drums
- Ben Chused - Drums
- Damon Bellardo - Drums
- Kurt Ballou - Gitaar

## Biografie
Bane was oorspronkelijk gestart als een zijproject van Aaron Dalbec (toen nog in Converge) en Damon Bellardo. Dalbec vroeg Aaron Bedard, die voordien nog bij Backbone gezongen had, om te zingen voor Bane. In december 1995 ging de band samen met nog enkele vrienden in de studio en brachten zo hun eerste demo uit. In 1996 brachten ze hun eerste ep uit, wat hun shows in heel Massachusetts opleverde. In 1998 brachten ze hun eerste cd Holding This Moment uit en toerden ook voor het eerst doorheen de Verenigde Staten.
Straight edge speelde voor de band in die beginjaren een belangrijke rol, maar ze wilden toch niet gezien worden als een straight edge-band. Bane kwam op 2 juli 2021 weer bijeen voor een verrassing optreden tijdens een benefietconcert, als eerbetoon aan voormalig bandlid Brendan "Stu" Maguire, die op 27 juni 2021 overleed aan alvleesklierkanker. De band speelde samen met onder andere The Bouncing Souls, Sick of It All, H2O en Rebuilder. Begin februari 2023 begon Bane met een "countdown" op hun sociale media, waarbij elke dag een enkele letter van de bandnaam werd gepost. Speculatie van fans verwachtte verschillende uitkomsten, zoals een volledige reünie, een heruitgave van hun discografie en een optreden op het Furnace Fest van dat jaar. In de vroege uren van 7 februari 2023 kondigde Bane een reünie aan voor een tweedaags evenement in de Roadrunner te Boston.

## Discografie

### Albums
- Holding This Moment - 1998
- It All Comes Down To This - 1999
- Give Blood - 2001
- The Note - 2005
- Don't Wait Up - 2014

### Ep's
- Ten Years Plus - 2006

### Split
- Bane/Adamantium split - 2001